# Richard Beesly
Richard Beesly   (Barnt Green, 27 de juliol de 1907 - Ludlow, 28 de març de 1965) fou un remer anglès que va competir durant la dècada de 1920.
Estudià a l'Oundle School i al Trinity College de la Universitat de Cambridge, on remà pel First Trinity Boat Club. Amb l'equip de Cambridge, guanyà la Regata Oxford-Cambridge de 1927 i 1928. Formant equip amb Edward Vaughan Bevan, Michael Warriner i John Lander va prendre part en els Jocs Olímpics d'Amsterdam de 1928, on guanyà la medalla d'or en la prova del quatre sense timoner del programa de rem.
El 1932 entrà a treballar a la Guest Keen and Nettlefolds. Durant la Segona Guerra Mundial treballà pel Ministeri de Subministraments.